# Bekkevoort
Bekkevoort là một đô thị ở tỉnh Vlaams-Brabant. Đô thị này bao gồm các thị xã Assent, Bekkevoort và Molenbeek-Wersbeek. Tại thời điểm ngày 1 tháng 1 năm 2006,  Bekkevoort có tổng dân số 5.826 người. Tổng diện tích là 37,17 km² với mật độ dân số là 157 người trên mỗi km².